# Equipes e organizações do Universo Cinematográfico Marvel
O Universo Cinematográfico Marvel (UCM) é uma franquia de mídia americana e um universo compartilhado centrado em filmes de super-heróis e outras séries estreladas por vários super-heróis titulares, produzidos de forma independente pela Marvel Studios e baseados em personagens que aparecem nas histórias em quadrinhos americanas publicadas pela Marvel Comics. O universo compartilhado, assim como o Universo Marvel original nas histórias em quadrinhos, foi estabelecido pelo crossover de elementos comuns da trama, cenários, elenco e personagens. Ao longo dos filmes e mídias relacionadas (como as minisséries do Disney+), diversas equipes e organizações foram formadas, cada uma com objetivos e propósitos diferentes.

## Equipes e facções

### Vingadores
Os Vingadores (Avengers no original) são a equipe central de super-heróis protagonistas da "Saga do Infinito" dentro do Universo Cinematográfico Marvel. Criada por Nick Fury e liderada principalmente por Steve Rogers/Capitão América, a equipe é uma organização sediada nos Estados Unidos, composta principalmente por indivíduos aprimorados, comprometidos com a proteção do mundo contra ameaças. Os Vingadores operam no estado de Nova York; começando na Torre dos Vingadores, em Midtown Manhattan, e posteriormente, a partir do Complexo dos Vingadores, no interior do estado de Nova York.

### Filhos de Thanos
Os Filhos de Thanos eram uma equipe de elite de pessoas poderosas que serviam Thanos como generais e agentes. Thanos adotou seis filhos conhecidos — Ebony Maw, Proxima Midnight, Corvus Glaive, Cull Obsidian, Gamora e Nebulosa — e os treinou em combate, transformando cada um deles em guerreiros mortais. Ao longo dos anos, Gamora e Nebula se voltaram contra Thanos, enquanto o restante de seus filhos continuou a servi-lo fielmente.

### Quarteto Fantástico
O Quarteto Fantástico (Fantastic Four no original) é uma equipe mundialmente famosa de quatro super-heróis da Terra-828, composta por Reed Richards / Senhor Fantástico, Sue Storm / Mulher Invisível, Johnny Storm / Tocha Humana e Ben Grimm / Coisa. A equipe era originalmente um grupo de quatro astronautas que se aventuraram no espaço sideral e foram expostos à Radiação Cósmica, que lhes concedeu superpoderes.
Eles apareceram no filme The Fantastic Four: First Steps (2025), e vão retornar em Avengers: Doomsday (2026) e Avengers: Secret Wars (2027).

### Guardiões da Galáxia

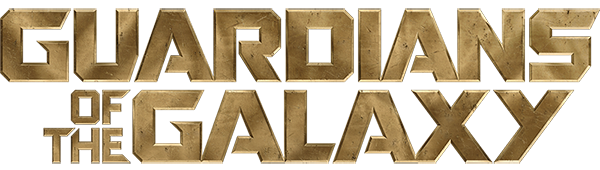
Logotipo da série de filmes Guardiões da Galáxia

Os Guardiões da Galáxia (Guardians of the Galaxy no original) são um bando de foras da lei que se uniram para proteger a galáxia de ameaças. Os membros fundadores do grupo são Senhor das Estrelas, Gamora, Drax, Rocket e Groot. A equipe é posteriormente expandida com a adição de Yondu Udonta e Mantis, enquanto temporariamente auxiliados por Nebulosa em sua luta contra Ego. Kraglin também auxilia a equipe no confronto final. Quatro anos depois, eles ajudam Thor e os Vingadores a confrontar Thanos em sua tentativa de coletar as seis Joias do Infinito . Thanos consegue coletar todas as Joias, assassinando Gamora no processo, e desintegra metade de toda a vida no universo, com Senhor das Estrelas, Drax, Mantis e Groot entre suas vítimas, com apenas Rocket e Nebulosa poupados. Depois que Thanos destrói as Joias e é executado por Thor, Rocket e Nebulosa se tornam membros dos Vingadores. Em 2023, eles usam o Reino Quântico para viajar para universos alternativos para recuperar as Joias do Infinito. Eles obtêm sucesso, mas uma variante alternativa de Thanos de 2014 descobre a presença dessa outra Nebulosa e a captura, enviando sua Nebulosa para o presente no lugar da anterior. A Nebulosa alternativa traz o Thanos alternativo e seu exército para o universo principal, onde destrói o Complexo dos Vingadores a fim de obter as Joias para destruir o universo inteiro. Nebulosa convence com sucesso uma Gamora alternativa a se juntar a ela na oposição a Thanos e mata sua contraparte alternativa. As forças combinadas dos Vingadores, dos Guardiões e de todos os seus aliados conseguem repelir suas forças e eliminar o Thanos alternativo e seu exército. Posteriormente, Nebulosa e Thor se juntam aos Guardiões, brincando que agora são os "Asgardianos da Galáxia" e, brincando, discutem com Quill sobre o comando da equipe.

### Guardiões do Multiverso
Os Guardiões do Multiverso (Guardians of the Multiverse no original) são um grupo formado por super-heróis e supervilões de todo o Multiverso. O grupo foi reunido pelo Observador com o objetivo de impedir que uma versão alternativa de Ultron destrua o Multiverso. Os membros do grupo são Peggy Carter / Capitã Carter, T'Challa / Senhor das Estrelas, Thor, Erik "Killmonger" Stevens, Gamora, Natasha Romanoff / Viúva Negra e Stephen Strange / Doutor Estranho Supremo. Após uma longa batalha, a equipe derrota Ultron, mas Killmonger entra em um duelo com Arnim Zola pelas Joias do Infinito . O Supremo Estranho então lança um feitiço que aprisiona os dois dentro de uma dimensão de bolso antes que a equipe seja dissolvida, retornando aos seus universos pelo Observador. No entanto, Romanoff é transportada para outro universo, pois seu próprio universo foi destruído por Ultron.
Algum tempo depois, os membros sobreviventes da equipe se reuniram brevemente ao lado de Kahhori, Byrdie, o Pato, e Ororo Munroe / Tempestade, a Deusa do Trovão.
Eles apareceram na série animada What If...? .

### Novos Vingadores
Os Novos Vingadores (The New Avengers no original), originalmente apelidados de Thunderbolts, são um grupo de indivíduos que se uniram após serem alvos de Valentina Allegra de Fontaine e trabalharam juntos para deter o Vazio. Após seu triunfo, de Fontaine manipulou a situação para declarar a equipe como os "Novos Vingadores", uma nova iteração dos Vingadores, o que foi recebido com uma recepção mista do público. A equipe é composta por Yelena Belova, Bucky Barnes, John Walker, Bob Reynolds, Alexei Shostakov e Ava Starr.
Os Novos Vingadores foram introduzidos em Thunderbolts* (2025), eles voltarão em Avengers: Doomsday (2026).

### X-Men
Os X-Men, são uma equipe de super-heróis mutantes formada pelo professor Charles Xavier e Erik Lehnsherr na Terra-10005 sendo liderada por Scott Summers / Ciclope nos dias de hoje. Em X-Men: Days of Future Past (2014), Logan, Charles Xavier e o Dr. Hank McCoy com a ajuda de Raven Darkholm, Peter Maximoff e Erik Lehnsherr, alteraram a história em 1973 para impedir o fim dos mutantes nas mãos dos Sentinelas, eles conseguem, criando uma nova linha do tempo em seu universo. Em 2018, Wade Wilson se juntou aos X-Men, porém foi expulso por Colossus após matar pessoas. Na década de 2020, os X-Men e outros vários mutantes morreram após Charles Xavier ter uma crise. Em Logan, 2029, Charles e Logan morrem pelo X-24, porém conseguem salvar a filha biológica de Logan, Laura / X-23.
Em Doctor Strange in the Multiverse of Madness (2022), vemos que os X-Men existem/existiram na Terra-838, e que Charles Xavier se tornou integrante dos Illuminati.
Em Deadpool & Wolverine (2024), descobrimos um Logan de um outro universo onde os X-Men morreram pelas mãos dos humanos.

### X-Force
A X-Force, é uma equipe de super-heróis mutantes formada por Wade Wilson / Deadpool na Terra-10005.

## Empresas

### F.E.A.S.T.
A Food, Emergency Aid, Shelter & Training, mais conhecida pela sigla F.E.A.S.T., é uma organização beneficente americana sem fins lucrativos. Em 2024, May Parker trabalhou para a F.E.A.S.T. para alimentar os pobres e famintos em Nova York. Durante um de seus turnos, Norman Osborn, recentemente desalojado, busca abrigo no Centro Comunitário F.E.A.S.T. e é cuidado por May até que seu sobrinho, Peter Parker, chegue para escoltá-lo ao Santuário de Nova York, que abriga todos os outros indivíduos desalojados de todo o multiverso.
Apareceu nos filmes Spider-Man: Far From Home (2019) e Spider-Man: No Way Home (2021).

### Fundação Futuro
A Fundação Futuro (Future Foundation no original) é uma organização não governamental internacional fundada por Sue Storm / Mulher Invisível, que alcançou a desmilitarização e a paz globais por meio de diplomacia proativa. A Chefe de Gabinete da organização é Lynne Nichols.
Apareceu no filme The Fantastic Four: First Steps.

### Indústrias Hammer
A Hammer Industries é uma empresa americana de fabricação de armas, anteriormente liderada por Justin Hammer, até sua prisão na Stark Expo. Após o anúncio sem precedentes de Tony Stark de que sua empresa não fabricaria mais armas, a Hammer Industries recebeu o contrato de armas para as Forças Armadas dos Estados Unidos. No entanto, apesar de suas alegações, a maioria das armas produzidas pela Hammer Industries são defeituosas ou fracas.
Apareceu no filme Homem de Ferro 2 (2010).

### Oscorp
A Oscorp é uma multinacional multibilionária fundada pelo renomado industrial Norman Osborn. A empresa normalmente atua em ciência experimental, pesquisa militar e genética interespécies. Norman oferece a Peter Parker um estágio exclusivo na empresa, que Peter aceita de bom grado.
Ele apareceu na série animada do Disney+ Your Friendly Neighborhood Spider-Man (2025).

### O Clarim Diário
O Clarim Diário (anteriormente TheDailyBugle.net) é um veículo de notícias sensacionalista inspirado no InfoWars de Alex Jones, sediado na cidade de Nova York e apresentado por J. Jonah Jameson. Em 2024, o site divulgou imagens adulteradas incriminando o Homem-Aranha pela morte de Mysterio e expôs sua identidade secreta como Peter Parker e também para seus colegas Ned Leeds e MJ. Betty Brant mais tarde se junta à empresa como estagiária como correspondente de Jameson. Após a segunda tentativa bem-sucedida do Doutor Estranho de apagar o conhecimento do mundo sobre a identidade civil de Peter e a vitória de Mysterio, Jameson retoma sua cobertura das atividades do vigilante Homem-Aranha, enquanto promete a seus espectadores que um dia descobrirá a verdade por trás de sua identidade secreta. Ele apareceu nos filmes do MCU Homem-Aranha: Longe de Casa e Homem-Aranha: Sem Volta para Casa, uma série de vídeos de marketing viral no YouTube e TikTok de mesmo nome, bem como na cena pós-créditos do filme Venom: Let There Be Carnage (2021) do Universo Homem-Aranha da Sony (SSU).